# Frisch Auf Göppingen
Frisch Auf Göppingen is een handbalclub uit de Duitse stad Göppingen met een mannen- en een vrouwenteam die in respectievelijk de Handball-Bundesliga der Männer en Handball Bundesliga Frauen spelen.
De sportvereniging werd op 29 augustus 1896 opgericht als de Turnclub Frisch Auf Göppingen (TC Frisch Auf Göppingen). Het damesteam stamt uit 1923.

## Vrouwen

### Lijst van trainers
- ????     - 07/2003: Günter Schweizer
- 07/2003 - 01/2006: Heike Kemmner
- 01/2006 - 01/2006: Hagen Gunzenhauser
- 01/2006 - 10/2006: Olaf Schimpf
- 10/2006 - 10/2007: Hagen Gunzenhauser
- 10/2007 - 07/2009: Emir Hadzimuhamedovic
- 07/2009 - 12/2013:  Aleksandar Knežević
- 12/2013 - 12/2013: Nedeljko Vujinović
- 12/2013 - 07/2014:  Vasile Oprea
- sinds 07/2014:  Aleksandar Knežević

### Selecties
1: Anne Bocka ·
2: Anja Brugger ·
5: Lisa Frey ·
8:  Roxana Alina Ioneac Joldes ·
11:  Michaela Hrbková ·
13:  Iris Andjic ·
18:  Romy Morf-Bachmann ·
19: Alexandra Tinti ·
21:  Sarka Marcikova ·
23:  Jasmina Rebmann-Jankovic ·
25:  Pascale Wyder · 32:  Lina Krhlikar · 83:  Edit Lengyel · 93:  Tina Welter · Coach:  Aleksandar Knežević

Resultaten: 14e plaats Bundesliga – 1/8 finale DHB-Pokal
1:  Branka Zec ·
2: Anja Brugger ·
5: Annika Blanke ·
8:  Roxana Alina Ioneac ·
9:  Johanna Schindler ·
11:  Michaela Hrbková ·
13:  Iris Guberinić ·
18:  Romy Morf-Bachmann ·
21:  Petra Adámková ·
23:  Jasmina Janković ·
32:  Lina Krhlikar · 44:  Ana Petrinja · 83:  Edit Lengyel · Coach:  Aleksandar Knežević

Resultaten: 11e plaats Bundesliga – Final Four (afgelast) DHB-Pokal
1:  Branka Zec ·
2: Anja Brugger ·
5: Annika Blanke ·
9:  Johanna Schindler ·
10: Prudence Kinlend ·
11:  Michaela Hrbková ·
13:  Iris Guberinić ·
21:  Petra Adámková ·
32:  Lina Krhlikar ·
33: Anna Bergschneider ·
44:  Ana Petrinja · 83:  Edit Lengyel · Coach:  Aleksandar Knežević

Resultaten: 8e plaats Bundesliga – 1/8 finale DHB-Pokal
2: Anja Brugger ·
3:  Maxime Struijs ·
8:  Karin Weigelt ·
9:  Johanna Schindler ·
10: Prudence Kinlend ·
11:  Michaela Hrbková ·
12:  Kristy Zimmerman ·
13:  Iris Guberinić ·
15: Anja Schwenk ·
18:  Alexandra Sviridenko ·
19: Lea Schuhknecht · 21:  Petra Adámková · 32:  Lina Krhlikar · 33: Anna Bergschneider · 83:  Edit Lengyel · Coach:  Aleksandar Knežević

Resultaten: 6e plaats Bundesliga – 1/8 finale DHB-Pokal
2: Anja Brugger ·
3:  Maxime Struijs ·
8:  Petra Adámková ·
9:  Johanna Schindler ·
10: Prudence Kinlend ·
11:  Michaela Hrbková ·
13:  Iris Guberinić ·
15: Anja Schwenk ·
21:  Petra Adámková ·
32:  Lina Krhlikar ·
33: Anna Bergschneider · 44:  Ana Petrinja · 83:  Edit Lengyel · 88:  Klaudia Pielesz · Coach:  Aleksandar Knežević

Resultaten: 10e plaats Bundesliga – 1/4 finale DHB-Pokal
2: Anja Brugger ·
3:  Maxime Struijs ·
7: Ronja Weißer ·
8: Julia Schraml ·
10: Prudence Kinlend ·
12: Lisanne Petschel ·
13:  Iris Guberinić ·
16: Jessica Jochims ·
22: Julia Vollmer ·
28: Anika Leppert ·
32:  Lina Krhlikar · 44:  Ana Petrinja · 88:  Klaudia Pielesz · Coach:  Aleksandar Knežević

Resultaten: 12e plaats Bundesliga – 1/8 finale DHB-Pokal
2: Anja Brugger ·
4:  Beate Scheffknecht ·
6: Marlene Windisch ·
8: Julia Schraml ·
10: Maike Daniels ·
11:  Michaela Hrbková ·
13:  Iris Guberinić ·
14:  Anouk van de Wiel ·
15: Ania Rösler ·
17:  Nicole Dinkel ·
18:  Seline Ineichen · 20: Milena Rösler · 21: / Melanie Herrmann · 28: Anika Leppert · 32:  Lina Krhlikar · 44:  Ana Petrinja · Coach:  Aleksandar Knežević

Resultaten: 11e plaats Bundesliga – 2e ronde DHB-Pokal
2: Anja Brugger ·
4:  Beate Scheffknecht ·
6: Marlene Windisch ·
7:  Zofia Fialekova ·
8:  Birutė Stellbrink ·
10: Maike Daniels ·
11:  Karin Weigelt ·
14: Jenny Karolius ·
17:  Nicole Dinkel ·
19: Maria Kiedrowski ·
23:  Jasmina Janković · 26:  Dragica Tatalović · 28: Anika Leppert · 55:  Alena Vojtíšková · Coach:  Vasile Oprea

Resultaten: 8e plaats Bundesliga – 1/4 finale DHB-Pokal
2: Anja Brugger ·
4:  Beate Scheffknecht ·
7:  Angela Dolder ·
8:  Birutė Stellbrink ·
10: Maike Daniels ·
11:  Karin Weigelt ·
16: Julia Schulz ·
17:  Nicole Dinkel ·
19: Maria Kiedrowski ·
23:  Jasmina Janković ·
28: Anika Leppert · 55:  Alena Vojtíšková · Coach:  Aleksandar Knežević

Resultaten: 6e plaats Bundesliga – 4e plaats DHB-Pokal